# 小野十三郎
小野 十三郎（おの とおざぶろう、本名は小野 藤三郎〈とうざぶろう〉、男性、1903年（明治36年）7月27日 - 1996年（平成8年）10月8日）は、日本の詩人。関西詩人協会所属。
詩誌「赤と黒」に参加。アナーキズム傾向の強い第1詩集『半分開いた窓』(1926年)を刊行した。また、日本の伝統叙情論を否定する詩論で、論壇に衝撃を与えた。代表作に『大阪』(1939年)、『異郷』(1966年)など。

## 略歴
大阪府大阪市南区の裕福な家庭に生まれる。天王寺中学校卒業後、1921年に上京し、東洋大学専門学部文化学科に入学するも、わずか8ヵ月ほどで中退。親からの仕送りを受けながら詩作を続けた。
1923年、萩原恭次郎、壺井繁治、岡本潤らの詩誌『赤と黒』に参加し、アナーキズム詩運動に入る。1926年11月、第一詩集『半分開いた窓』を刊行する。1927年、雑誌「文芸解放」の創刊同人となる。1930年、岡本潤・秋山清らと協力し、『弾道』を創刊した。第2詩集『古き世界の上に』からは戦争が詩の世界に暗い大きな翳りを投げかけ、それ以後の詩のテーマに通底することとなった。
1933年「解放文化連盟」を結成し、大阪へ転居。1939年、大阪の重工業地帯に取材した詩集『大阪』を発表、独自の詩風を確立した。吉本興業の文芸部に所属し、秋田實らと共に漫才台本を執筆していたこともある。1935年に日本無政府共産党ギャング事件が起きた際には、日本無政府共産党のシンパとして大阪府警察阿倍野警察署に拘束されている（起訴猶予により釈放）。
1947年、戦時中に発表した詩論を収めた『詩論』を刊行し、短歌的抒情を否定するその主張が日本の現代詩に影響を与えた。塚本邦雄らの前衛短歌は、これに呼応する形で反論的実践として推進されたといわれている。小野がこのような批判を展開した背景には、戦時中に斎藤茂吉ら多くの有名歌人が戦争協力的な活動をしていたことがあるとされる。
戦後、1952年帝塚山学院大学講師（のちに教授）。1954年に大阪文学学校を創設し、1991年まで校長として務めた。後進の指導にも力を尽くし、小説・詩・児童文学などの講座を開設して、文学の大衆化や市民平和運動に指導的な役割を果たした。1975年、詩集『拒絶の木』で読売文学賞受賞。1977年から2年間、日本現代詩人会会長を務めた。1979年には『小野十三郎全詩集』が刊行される。
1999年、大阪文学学校の校長を長年務めた小野の詩業を記念し、優れた詩集ならびに詩評論書へ贈られる小野十三郎賞が創設された。

## 受賞歴
- 『大阪』（大阪市民文化賞）[2]
- 『拒絶の木』（読売文学賞）[2]
- 『詩論』（大阪府民文学賞）[2]

## 著作

尾道市にある小野十三郎『車窓で』・木下夕爾『春の鐘』詩碑

- 半分開いた窓 詩集 太平洋詩人協会 1926
- アナーキズムと民衆の文学 解放文化連盟出版部 1933 (アナーキズム文学論)
- 古き世界の上に 解放文化聯盟出版部 1934
- 大阪 詩集 赤塚書房 1939
- 風景詩抄 詩集 湯川弘文社 1943 (新詩叢書)
- 詩論 真善美社 1947
- 大海辺 詩集 弘文社 1947
- 多頭の蛇 詩論集 日本未来派発行所 1949
- 小野十三郎詩集 日本国民詩集　三一書房 1952
- 現代詩手帖 創元社 1953 (創元手帖文庫)
- 短歌的抒情 1953 (創元新書)
- 現代詩入門 創元社 1955
- 重油富士 詩集 東京創元社 1956
- 詩と創造 その精神と方法 理論社 1956 (私の大学・文学の教室)
- みんなで詩を書こう（編）1956 (三一新書)
- 詩論・続詩論・想像力 思潮社 1962 のちライブラリー
- 奇妙な本棚 詩についての自伝的考察 第一書店 1964
- 異郷 詩集 思潮社 1966
- 小野十三郎評論集 工作者の口笛 国文社 1966
- 太陽のうた 少年詩集 理論社 1967 (現代少年詩プレゼント)
- 垂直旅行 詩集 思潮社 1970
- 千客万来 雑話集 秋津書店 1972
- 小野十三郎 若い人のための現代詩 安水稔和編著　社会思想社 1972 (現代教養文庫)
- 歌と逆に歌に わがバリエテ 創樹社 1973
- 小野十三郎自選詩画集 五月書房 1974
- 小野十三郎詩集 牧羊子編 弥生書房 1974 (世界の詩
- 自伝空想旅行 日は過ぎ去らず 1975 (朝日選書
- 小野十三郎全詩集 1926-1974 立風書房 1978.11
- 蒸気機関車 詩集 創樹社 1979.1
- 環濠城塞歌 詩集 思潮社 1980.7
- 小野十三郎詩集 思潮社 1980.10 (現代詩文庫)
- 樹木たち 詩集 土曜美術社 1982.5 (現代詩選書)
- 日は過ぎ去らず わが詩人たち 編集工房ノア 1983.5
- 最期の木 思潮社 1984.7
- 詩のかたち詩の発見 よみうり詩壇の十年 浮游社 1987.11
- カヌーの速度で 詩集 浮游社 1988.7
- いまいるところ 詩集 浮游社 1989.7
- 小野十三郎著作集 全3巻 筑摩書房 1990-91
- 冥王星で 詩集 エンプティ 1992.7

## 翻訳
- 暴力の倫理 ジョルジュ・ソレル 金星堂 1928 (社会科学叢書)
- アメリカプロレタリヤ詩集 萩原恭次郎,草野心平共訳 弾道社 1931.1
- 艾青詩選集 中国現代詩　うさみなおき共編 法律文化社 1956 (現代中国新書)

## 論の類
- 小野十三郎論 風景にうたは鳴るか 明珍昇 土曜美術社出版販売 1996.5 (現代詩人論叢書)
- 小野十三郎ノート 別冊 寺島珠雄 松本工房 1997.10
- 小野十三郎の二日間 傘寿を迎える初春に 橋本照嵩写真集 澪標 1999.11
- 小野十三郎論 詩と詩論の対話 山田兼士 砂子屋書房 2004.6
- 小野十三郎-歌とは逆に歌 / 安水稔和 編集工房ノア 2005.4
- 小野十三郎を読む / 山田兼士,細見和之編 思潮社 2008.9